# 初瀬川 (奈良県)
初瀬川（はせがわ）とは、奈良県北部を流れる大和川上流の古称。古くは泊瀬川・長谷川・泊湍側（はつせがわ）とも記される。大和高原貝ヶ平山（桜井市大字小夫・白木付近）から発して初瀬ダムを経て南流し、初瀬から渓谷をつくり西流、三輪山南麓から奈良盆地に出て周辺の灌漑用水として利用されつつ巻向川・布留川と合流して北西方向に流れ、大和郡山市南部の額田部南町付近で佐保川と合流する地点までの28km。
初瀬川は歌枕であり、『万葉集』では13首が詠まれたほか『古今和歌集』『後撰和歌集』にも載り、『源氏物語』でも玉鬘が「初瀬川はやくのことは知らねども今日の逢ふ瀬に身さへながれぬ」と詠んでいる。

## 歴史
初瀬川が奈良盆地に出て扇状地を形成する付近は磯城と呼ばれ、古くから開けていた地域であった。初瀬川右岸には箸墓古墳を擁する纒向古墳群や纒向遺跡があるほか、流域に磯城瑞籬宮（崇神天皇）、磯城島金刺宮（欽明天皇）、泊瀬朝倉宮（雄略天皇）、泊瀬列城宮（武烈天皇）の推定地が集まっている。
「泊瀬川」の初出は『日本書紀』の継体7年（513年）9月条に記される歌である。また敏達10年（581年）閏2月条では蝦夷が「泊瀬の中流に下りて」天皇に忠誠を誓盟する場面が描かれており、三輪山付近の初瀬川はヤマト王権にとって重要かつ神聖な場所であったと考えられる。
和銅3年（710年）に平城京に遷都するまでは、藤原京など飛鳥の都と難波津を繋ぐ水運ルートとなり、流域一帯を治める額田部氏がその役割を負っていた。推古16年（608年）には隋の使者裴世清が初瀬川を登り、海柘榴市で上陸している。
延長7年（929年）と文化8年（1811年）には洪水などの災害が記録されており、特に後者は「初瀬流れ」の名称で知られている。